# 钟情
钟情（1933年6月12日—，英文名：Ching Chung），出生于1933年，一说1932年。原名张玲麟，因为母亲姓钟，便取艺名为“钟情”，是一位香港女演员兼画家。

## 生平
钟情是湖南湘乡人，1933年6月12日出生于湖南长沙，1949年共产党建政后来到香港。1952年，张玲麟报考了香港的泰山影業公司的演员训练班，开始了她的演员生涯。在该训练班毕业后先后参演了《七姊妹》、《海棠花》、《再春花》等电影。1955年，转入了新华影片公司，1956年她出演了影片《桃花江》而走红；所唱歌曲开始名扬东南亚，并获得了“小野猫”的称呼。新华捧红了钟情，随后，她陆续参演了《那个不多情》、《金缕衣》、《阿里山之莺》、《蝴蝶夫人》、《风雨桃花村》、《满庭芳》、《郎如春日风》等影片，使她成为了同辈的年轻女星中拍片最多的抢手明星，而且还提拔了姚莉成为她影片幕后代唱的最佳拍档。虽然她参演的影片都有幕后代唱人姚莉演唱，但是唱片公司却挂上了钟情的名字并发行唱片，她发行的唱片畅销东南亚各地。1957年受邵氏的邀请拍摄了由李翰祥导演的《给我一个吻》、由姜南导演的《满堂红》等影片，后以生病为由离开了邵氏公司，经过了一段时间的休养后，重返银幕，并先后拍摄了《新桃花江》、《鸾凤和鸣》、《南北喜相逢》等片，电影行业不振后，由童月娟负责的新华公司再次请她拍了电影《浪淘沙》，男主角为柯俊雄。此片拍完后钟情离开了影坛，在港经营餐厅为生，同时拜师学画，练就了不凡的国画造诣。

## 评价
- 女作家蒋芸评价她说：“一九五零年代到六零年代的影壇，毫無疑問，鍾情是一顆閃亮的明星，飛躍過銀河斑爛波濤，回歸到凡間的素樸歲月，你再見到鍾情，已是另一個鍾情，她洗盡鉛華，謝絕一切應酬，陪伴她的是畫筆、一隻小狗、一個睡袋。她隨時可以拋下一切，千山獨行，四海遨遊，去尋找一顆夢中的樹、一座夢中的山；……一塊理想的樂園……。

## 电影作品
- 1953年《七姊妹》
- 1954年《再春花》
- 1954年《碧血黄花》
- 1955年《海棠红》
- 1955年《小白菜》
- 1955年《小凤仙续集》
- 1955年《樱都艳迹》
- 1955年《杨娥》
- 1956年《那个不多情》
- 1956年《金缕衣》
- 1956年《蝴蝶夫人》
- 1956年《卧薪尝胆》
- 1956年《盲恋》
- 1956年《葡萄夫人》
- 1956年《桃花江》
- 1956年《关山行》
- 1956年《采西瓜的姑娘》
- 1957年《满庭芳》
- 1957年《春色无边》
- 1957年《风雨桃花村》
- 1957年《阿里山之莺》
- 1957年《特别快车》
- 1957年《湘西赶尸记》
- 1957年《郎如春日风》
- 1958年《借红灯》
- 1958年《银海笙歌》
- 1958年《凤凰于飞》
- 1958年《一见钟情》
- 1958年《给我一个吻》
- 1958年《龙凤姻缘》
- 1958年《血影灯》
- 1959年《飞来艳福》
- 1959年《僵尸复仇》
- 1959年《血洒情花》
- 1959年《百花公主》
- 1959年《美人鱼》
- 1959年《湘女多情》
- 1959年《欲海情花》
- 1959年《妹妹我爱你》
- 1960年《私恋》
- 1960年《情敌》
- 1960年《入室佳人》
- 1960年《多情的野猫》
- 1961年《毒蟒情鸳》
- 1961年《妖女何月儿》
- 1962年《那个不多情续集》
- 1963年《游侠义犬》
- 1964年《南北喜相逢》
- 1964年《鸾凤和鸣》
- 1964年《宝莲灯》
- 1966年《浪淘沙》
- 1967年《新桃花江》

## 外部連結
- 钟情在香港影庫上的簡介
- 鍾情成了自己生命的導演──畫壇新星張玲麟是她的化身
- 香江女星的美麗與哀愁 （页面存档备份，存于）
- 维基共享资源上的相關多媒體資源：钟情